# Großkrut
Großkrut est une commune autrichienne (« marktgemeinde ») du district de Mistelbach en Basse-Autriche.
Elle a environ 1590 habitants (janvier 2019).

## Histoire
Le village est cité pour la première fois en 1055.
Un bureau de poste est ouvert le 19-7-1868. La ville s'appelait alors Böhmischkrut. Ce nom fut changé en 1922 pour éviter les erreurs d'envoi vers la Tchécoslovaquie.

## Photographies

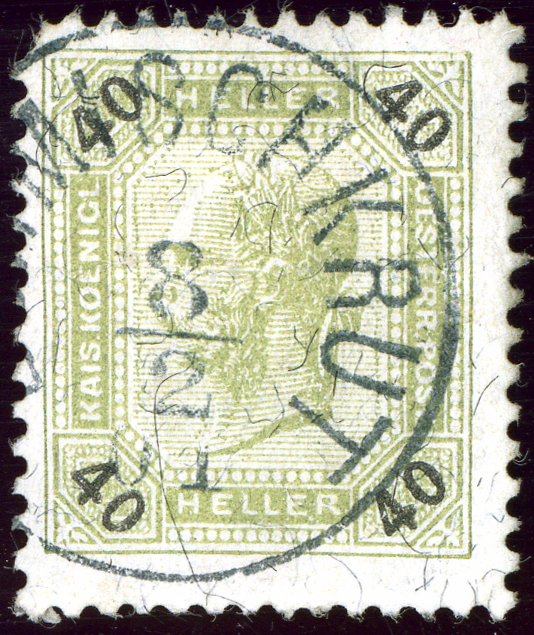
Böhmischkrut sur un timbre de l'empire en 1901.